# Webmonkey
Webmonkey est un site anglophone de tutoriels visant à la création de sites web.

## Historique
Après avoir été la propriété de Lycos, il devient en 2008 celle de Condé Nast.